# Pelastoneurus brasiliensis
Pelastoneurus brasiliensis är en tvåvingeart som beskrevs av Van Duzee 1931. Pelastoneurus brasiliensis ingår i släktet Pelastoneurus och familjen styltflugor. Inga underarter finns listade i Catalogue of Life.